# میک لربی
میک لربی (انگلیسی: Mike Larrabee; ۲ دسامبر ۱۹۳۳ – ۲۲ آوریل ۲۰۰۳) دونده، و ورزشکار دو و میدانی اهل ایالات متحده آمریکا بود.
وی در مسابقات کشوری و بین‌المللی در مجموع برندهٔ ۲ مدال طلا شده‌است.